# Appu (Nueva Delhi 1982)
Appu son las mascota oficiales de los Juegos Asiáticos de 1982, que se celebraron en Nueva Delhi en noviembre y diciembre de 1982.